# علم النفس المرضي عند الطفل
الباثولوجيا النفسية عند الأطفال هي مظهر من مظاهر الاضطراب النفسي عند الأطفال والمراهقين. اضطراب التحدي المعارض وقصور الانتباه وفرط الحركة والاضطراب النمائي واسع الانتشار عبارة عن أمثلة للباثولوجيا النفسية عند الأطفال. ويمكن الاطلاع على القائمة الكاملة لرموز التشخيص الرسمي وتصنيف الاضطرابات النفسية في الدليل التشخيصي الإحصائي الرابع؛ وهذا هو الدليل نفسه الذي يغطي الباثولوجيا النفسية عند البالغين، لكن لها تشخيص محدد خاص بالأطفال والمراهقين. تم إبلاغ المستشارين والعاملين في مجال الخدمة الاجتماعية وعلماء النفس والأطباء النفسيين ممن يتعاملون مع الأطفال المصابين بمرض نفسي عن طريق البحث في علم النفس التنموي والباثولوجيا النفسية النمائية وعلم النفس السريري عند الأطفال ونظم الأسرة. القسم الأول من دليل التشخيص الإحصائي الرابع عادة ما يتم تشخيص الاضطرابات أولاً في مرحلة الرضاعة أو الطفولة أو المراهقة يشمل تشخيصات من التخلف العقلي حتى اضطراب الصمت الاختياري (التباكم). إضافة إلى ذلك، يستخدم DC 0-3 أو التصنيف التشخيصي 3-0 لتقييم مشاكل الصحة العقلية لدى الأطفال الرضع. وكان سيلما فرايبيرج (Selma Fraiberg) واحدًا من رواد مجال الصحة النفسية عند الأطفال الرضع.

## مسببات الأمراض
الأسباب المرضية للباثولوجيا النفسية عند الأطفال لها تفسيرات كثيرة تختلف من حالة لأخرى. تنطوي العديد من اضطرابات الباثولوجيا النفسية عند الأطفال على آليات جينية وفسيولوجية، رغم أنه لا يزال هناك العديد من الحالات دون أسباب مادية. ومن الضروري أن يتم تجميع مصادر متعددة للبيانات.  يعد تشخيص الباثولوجيا النفسية عند الأطفال من الأمور التهويلية. لأنها تتأثر بالتنمية والتنافس، إضافة إلى المصادر التقليدية. وتعد المقابلات مع أولياء الأمور والحديث عن المدرسة وغيرها أمورًا غير كافية. وتعد تقارير المدرسين أو الملاحظات المباشرة من المهنيين من الأمور المهمة. (المؤلف، د/ روبرت بلوم (Robert B. Bloom)  اضطرابات الآليات الفيزيائية أو البيولوجية سهلة التشخيص في الأطفال وغالبًا ما يتم تشخيصها في وقت مبكر في مرحلة الطفولة. ومع ذلك، هناك بعض الاضطرابات، بغض النظر عن الآليات، التي لم يتم تحديدها حتى سن البلوغ. وهناك أيضًا ما يدعو إلى الاعتقاد بأن هناك مراضة مشتركة للاضطرابات، فعندما يوجد اضطراب، غالبًا ما يظهر الآخر.

## الإجهاد
من المرجح أن يكون الإجهاد العاطفي أو الرضح في علاقة الأطفال بالوالدين سببًا في الباثولوجيا النفسية عند الأطفال. وتم ملاحظة الباثولوجيا النفسية أولاً في الأطفال الرضع، وقد يكون قلق الانفصال في العلاقة بين الطفل والآباء أساسًا للاضطرابات المستقبلية عند الأطفال. وهناك أيضًا علاقة مباشرة بين إجهاد الأمهات وإجهاد الأطفال وذلك مأخوذ في الاعتبار في تطور المراهقين. وفي حالة عدم وجود الأم، يمكن النظر إلى مقدم الرعاية الأولية للطفل وطبيعة علاقة «الأمومة» بينهما. في الأساس، يرتبط الطفل بمن يقدم الرعاية الأولية له، ويكتسب منه بعض السمات الشخصية.
في الدراسات المتعلقة بالأطفال من الفئة العمرية سنتين حتى خمس سنوات، ومن 15 حتى 20 سنة، قام رابوزا (Raposa) وزملاؤه بدراسة أثر الباثولوجيا النفسية في العلاقة بين الطفل وأمه وكيف أنه ليس إجهاد الأمهات فقط هو الذي يؤثر في الطفل، ولكن أيضًا إجهاد الطفل يؤثر في الأم. من الناحية التاريخية، كان يعتقد أن الأمهات اللاتي تعاني من الاكتئاب بعد الولادة قد يكن السبب في أن يعاني أطفالهن من اضطرابات نفسية من خلال مرحلة التطور. ومع ذلك وجد أن هذه العلاقة لم تعكس فقط الاكتئاب النفسي في الباثولوجيا النفسية عند الطفل، وإنما أيضًا قد تنعكس الباثولوجيا النفسية على اكتئاب الأم.
قد يتسبب الاستعداد للباثولوجيا النفسية لدى الأطفال في توتر شديد في علاقتهم مع الأم، وقد تتسبب الأمهات التي تعاني من الباثولوجيا النفسية في توتر زائد مع علاقتها بأطفالها. تتسبب الباثولوجيا النفسية عند الطفل في توتر علاقته بالأب والأم مما يزيد شدة الباثولوجيا النفسية عند الطفل. تتسبب هذه العوامل مجتمعة في شد وجذب العلاقة مما يسبب مستويات عالية من الاكتئاب وقصور الانتباه وفرط الحركة واضطراب التحدي وصعوبات التعلم والاضطراب النمائي واسع الانتشار عند الأم والطفل. فيما يلي ملخص هذه الدراسة:
"عند النظر في حالة الإجهاد المتعلقة بالطفل، يشير عدد تشخيصات الصحة النفسية للأطفال في الماضي إلى عدد أكبر من الإجهادات الحادة عند الأمهات إضافة إلى الضغط المزمن في توتر العلاقة بين الطفل والأم في عمر الخامسة عشر. ويزيد هذا من التوتر في العلاقة بين الابن والأم عند بلوغ سن 15 ثم تزيد مستويات الاكتئاب عند الأم عندما يبلغ الشباب سن العشرين.
ومع إمعان النظر في البيانات، وجد الباحثون أن التوتر المزمن في العلاقة بين الأم والطفل والضغوطات ذات الصلة بالطفل الحادة كانت مرتكزات بين الباثولوجيا النفسية عند الطفل واكتئاب الأمهات. التوتر هو ما يثير المشاكل بين الأمهات والصحة النفسية للأطفال. الانتقال إلى الخطوة التالية، وجد الباحثون أن الشباب الذين لديهم تاريخ لأكثر من تشخيص مثل الشباب الذين تعرضوا لاضطرابات خارجية (مثال، الاضطراب السلوكي) لديهم العدد الأكبر من عوامل التوتر المتعلقة بفترة الطفولة والمستويات الأعلى من توتر العلاقة بين الطفل والأم. ومرة أخرى، أظهرت جميع النتائج في حالة متغيرات التوتر المحتملة الأخرى، أنه يتم السيطرة على المخاوف الاقتصادية واكتئاب الأمومة في الماضي.
إضافة إلى ذلك، قد يكون الأشقاء سواءً الكبار والصغار من كلا الجنسين من مسببات الباثولوجيا النفسية عند الأطفال وتطورها. في دراسة طولية عن اكتئاب الأمهات واكتئاب الأطفال الذكور الأكبر سنًا والسلوكيات المعادية للمجتمع في الأشقاء الأصغر سنًا ونتائج الصحة النفسية عند المراهقين. ركزت الدراسة على الأبوة والأمومة غير الفاعلة والصراعات بين الأشقاء مثل تنافس الأشقاء. أما بالنسبة للنساء الشقيقات الأصغر سنًا فهن أكثر المتضررات مباشرة من اكتئاب الأمهات واكتئاب الأخوة الأكبر سنًا والسلوكيات المعادية للمجتمع عندما لا تتواجد التأثيرات غير المباشرة، المقارنة مع الأشقاء الأصغر سنًا من الذكور الذين لم يظهر عليهم دلائل هذه المقارنة. ومع ذلك، فإذا كان الأخ الأكبر يمارس سلوكيات مرفوضة اجتماعيًا، فإن الطفل أو الطفلة الأصغر سنًا قد يحمل سلوكيات مرفوضة اجتماعيًا بصورة أكبر من الأخ الأكبر. في وجود صراع الأشقاء، كان للسلوك المرفوض اجتماعيًا تأثير أكبر على الأطفال الذكور الأصغر سنًا من الأطفال الإناث الأصغر سنًا. تعد الأطفال الإناث أكثر حساسية للـبيئات الأسرية الباثولوجية، مما يدل على وجودهن في بيئة عالية التوتر مع اكتئاب الأمهات واكتئاب الأشقاء الذكور الأكبر سنًا والسلوكيات المرفوضة مجتمعيًا، وهناك خطورة عالية على الأطفال الإناث بسبب تطور اضطرابات الباثولوجية النفسية. وكانت هذه دراسة صغيرة، ويجب القيام بمزيد من البحوث خاصة مع الأطفال الإناث الأكبر سنًا والعلاقات الأبوية والعلاقات المتوترة بين الطفل والأب والأم و/أو وعلاقات توتر الطفل مع مقدم الرعاية له إذا كان الطفل يتيمًا أو لم ينشأ كالطفل البيوبوجي كي نصل إلى نموذج نهائي في توتر الآباء مع الأطفال وآثار الأمراض العائلية والبيئة في مراحل تطور الطفل.

## الحالة المزاجية
توتر العلاقة بين الآباء والأطفال والتطور ليس سوى فرضية واحدة لمسببات الباثولوجيا النفسية عند الأطفال. بينما يتعقد خبراء آخرون إن الطبع لدى الأطفال له عامل كبير في تطور الباثولوجيا النفسية عند الأطفال. تتميز الحساسية العالية للباثولوجيا النفسية عند الأطفال عن طريق مستويات التحكم في الجهد الكامل المنخفضة والمستويات العاطفية والعصبية المرتفعة. ويمثل طلاق الوالدين عاملاً كبيرًا في الاكتئاب عند الأطفال والاضطرابات الأخرى في الباثولوجيا النفسية. وهذا لا يعني أن الطلاق يتسبب في اضطرابات الباثولوجيا النفسية عند الأطفال، بل هناك عوامل أخرى مثل الطبع والرضح والأحداث الحياتية السلبية الأخرى (على سبيل المثال، الموت والانتقال فجأة من المنزل والاعتداء البدني أو الجنسي) والجينات والبيئة والرعاية التي ترتبط بظهور هذه الاضطرابات.
وجد فاسي (Vasey) ودادز (Dadds) في عام 2001 نموذجًا لمسببات الباثولوجيا النفسية عند الأطفال في «دور الطبع في مسببات الباثولوجيا النفسية عند الأطفال» ويذكر هذا النموذج إن هناك أربعة أشياء من الأهمية بمكان لتطوير اضطرابات الباثولوجيا النفسية وهي: 1) العوامل البيولوجية: الهرمونات والجينات والناقلات العصبية 2) العوامل النفسية: احترام الذات ومهارات التكيف والقضايا الإدراكية 3) العوامل الاجتماعية: تنشئة الأسرة والخبرات السلبية في التعلم والتوتر 4) طبع الطفل. وباستخدام مجموعة من الفحوصات والاختبارات العصبية، اختبارات التقييم النفسية والتاريخ الطبي للعائلة وملاحظة الطفل في التحركات اليومية قد تساعد الطبيب النفسي في الوصول إلى مسبب اضطراب الباثولوجيا النفسية لمساعدته الطفل في التخلص من هذه الأعراض عن طريق العلاج واستخدام الدواء والتدريب على المهارات الاجتماعية وتغيرات أسلوب الحياة.
قد يتسبب قلق انفصال الوالدين في الباثولوجيا النفسية عند الطفل واضطرابات قصور الانتباه واضطرابات النوم والعدوان مع أقرانهم ومن يكبرونهم سنًا والذعر الليلي والقلق الشديد والسلوكيات المرفوضة اجتماعيًا وأعراض الاكتئاب والميل للعزلة والعواطف الحساسة، أما السلوك المتمرد ليس على خط التطور النموذجي في مرحلة الطفولة. ووجد أن السلوك العدواني ظاهرًا في الأطفال قبل سن السنوات الخمس، ويرتبط الإجهاد المبكر والعدوان في العلاقة الأبوية مع الطفل بمظهر العدوان. يسبب العدوان عند الأطفال علاقات متوترة مع الأقران، وصعوبة التكيف، والتكيف مع المشاكل. يقع الأطفال الذين يفشلون في التغلب على الطرق المقبولة للتكيف والتعبيرات العاطفية في اضطرابات الباثولوجيا النفسية والعنف والسلوكيات المرفوضة مجتمعيًا عند مرحلة المراهقة ومرحلة الرشد. هناك ارتفاع في معدل تعاطي المخدرات في طبقة الأطفال الذين يعانون من مشاكل العدوان والتكيف، وتتسبب في دورة عدم الاستقرار العاطفي ومظاهر اضطرابات الباثولوجيا النفسية.

## علم الأعصاب وأسباب الأمراض
اضطراب الشخصية الحدية (BPD) واحد من اضطرابات الباثولوجيا النفسية العديدة التي قد يعاني الأطفال منها. في المخطط العصبي الحيوي، قد تؤثر الشخصية الحدية في اللوزة الدماغية الموجودة على اليسار. في دراسة أُجريت عام 2003 على مرضى يعانون من الشخصية الحدية في مقابل مرضى التحكم، عند مواجهتهم بتعبيرات مثل الضحك أو الحزن أو الخوف، أظهر مرضى الشخصية الحدية تحركًا ونشاطًا أكثر من مرضى التحكم. في الوجوه المحايدة، اتسم مرضى الشخصية الحدية بالصفات السلبية لهذه الوجوه.
وكما قال جابارد (Gabbard) أحد المشاركين في هذه الدراسة:
«قد تشترك اللوزة الدماغية مفرطة النشاط في الاستعداد لتكون حذرة جدًا ويكون لها أكثر من رد فعل نحو التعبيرات العاطفية المعتدلة نسبيًا. ترتبط القراءة الخاطئة للوجوه المحايدة بوضوح بنقل القراءات الخاطئة التي تتم في العلاج النفسي وإيجاد تجارب ذات مواضيع سيئة ذات صلة بالتعرف الإسقاطي».

## وصلات خارجية
- Resources for Child and Adolescent Mental Health Information about child psychopathology and treatment